# 第1リヨン公会議
第1リヨン公会議（だいいちリヨンこうかいぎ）は、1245年6月28日から、リヨン（現フランス南東部）の司教座聖堂（カテドラル）で行われたカトリック教会の公会議。フリードリヒ2世を弾劾すべく、教皇インノケンティウス4世が召集した。

## 経緯
イタリアの支配権をめぐって、教皇と皇帝フリードリヒ2世の間の争いは膠着状態に陥っていた。皇帝が実力行使に出て、軍隊によって教皇を包囲すると、教皇は重囲を脱出してジェノヴァに逃れた。そこからさらに北上して1244年12月にリヨンにいたり、1245年1月に公会議の召集を宣言した。
1245年6月に、アンティオキアとコンスタンティノープルのローマカトリック大司教、アクイレイアの大司教他、フランス人やスペイン人を中心に司教150名あまり、ほかにもフランス王ルイ9世なども参加して公会議が始められた。公会議では、フリードリヒ2世への弾劾が中心に扱われたが、それ以外にもラテン帝国への支援や、モンゴル人の侵入への対応（この対応策の一つがプラノ・カルピニのモンゴル帝国派遣）、さらなる十字軍（第七回十字軍）の編成などが討議された。最終的に公会議は皇帝フリードリヒ2世に対し、平和の破壊者、異端の疑いという罪状を示し、皇帝位を剥奪した。
教皇による皇帝の罷免という行為は、教皇権の伸張に従って教会が世俗の問題をどこまでコントロールできるのかに挑んだという一面もあるが、これは同時に、教会と教皇権が世俗の権力にコントロールされる危険におちていくことであった。